# Epinephelus coioides
Epinephelus coioides és una espècie de peix de la família dels serrànids i de l'ordre dels perciformes.

## Morfologia
Els mascles poden assolir els 120 cm de longitud total.

## Distribució geogràfica
Es troba des del Mar Roig fins a Durban (Sud-àfrica), Palau, Fidji, les Illes Ryukyu, el Mar d'Arafura i Austràlia. També a la costa mediterrània d'Israel.